# Puerto de Milagro
Puerto de Milagro är en ort i Mexiko.   Den ligger i kommunen Xichú och delstaten Guanajuato, i den centrala delen av landet, 230 km nordväst om huvudstaden Mexico City. Puerto de Milagro ligger 2 563 meter över havet och antalet invånare är 222.
Terrängen runt Puerto de Milagro är kuperad åt sydväst, men åt nordost är den bergig. Puerto de Milagro ligger uppe på en höjd. Runt Puerto de Milagro är det glesbefolkat, med 15 invånare per kvadratkilometer. Närmaste större samhälle är Xichú, 8,8 km öster om Puerto de Milagro. I omgivningarna runt Puerto de Milagro växer huvudsakligen savannskog.